# Рондель
Рондель (фр. rondelle, круглий) — термін, що використовується в геральдиці, для позначення гербів, емблем і логотипів, що мають круглу форму. Також ронделі використовуються як розпізнавальні знаки у військовій авіації, в цій ролі вони зазвичай складаються з концентричних кіл різного кольору, найчастіше збігаються з кольорами національного прапора.

ВПС Франції першими використовували рондель як розпізнавальний знак перед Першою світовою війною

## Використання у військовій авіації

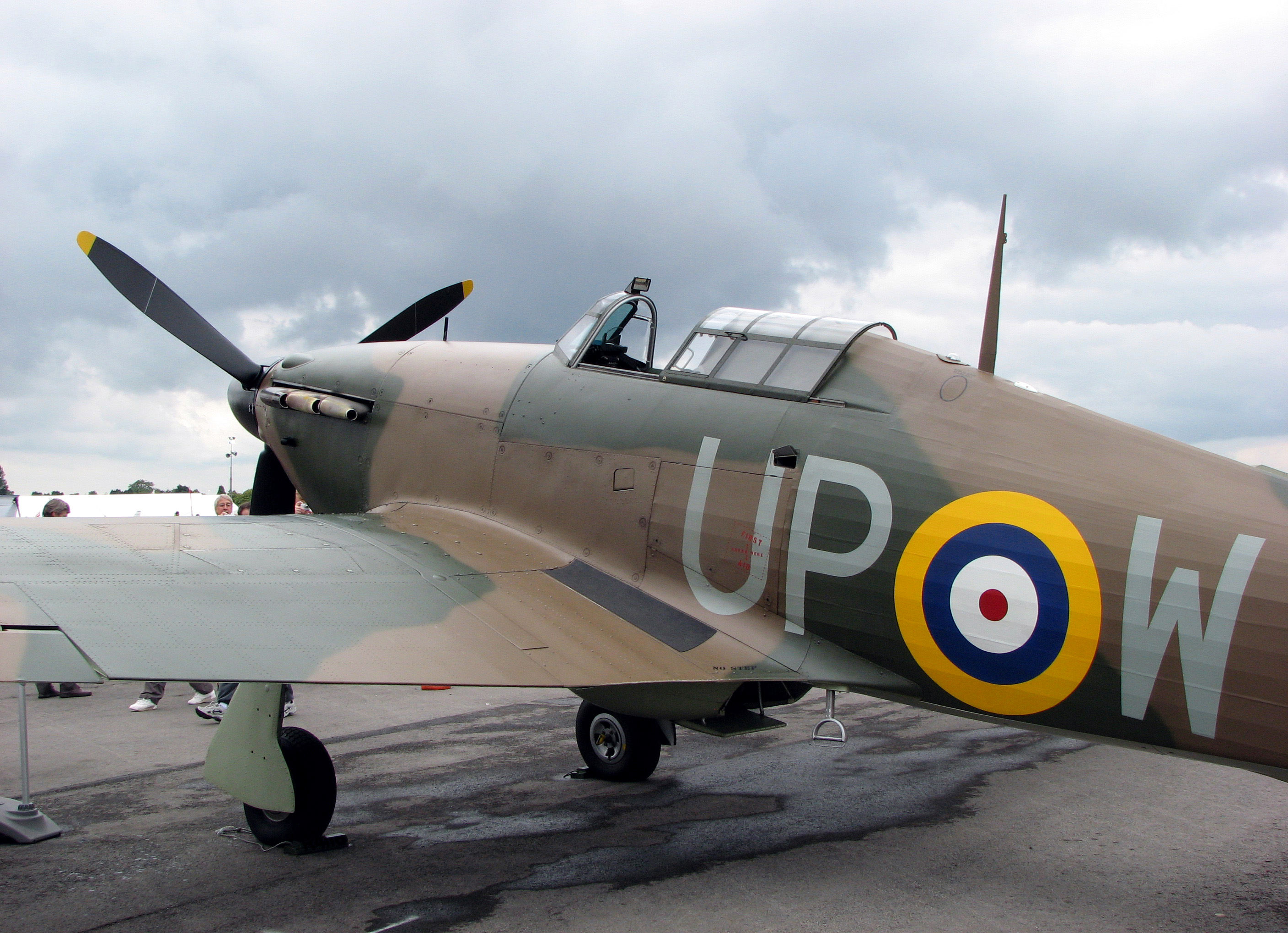
Hawker Hurricane на якому зображено Royal Air Force roundels часів Другої світової війни

Більшість емблем на військових літаках світу є саме ронделями. Вперше національні розпізнавальні знаки для військової авіації почали використовуватися ще до Першої світової війни Францією, яка стала зображати на своїх літаках круглий знак, заснований на національній кокарді — концентричних кіл кольорів прапора Франції. Оскільки Німеччина та Австро-Угорщина стали відзначати свої літаки чорними хрестами, Великій Британії, чий прапор здалеку міг бути прийнятий за чорний хрест, довелося прийняти символ, схожий на знак її союзниці Франції, але з іншим порядком кольорів. Знак Великої Британії згодом із деякими модифікаціями був прийнятий британськими домініонами: Канада замінила центральне червоне коло на кленовий листок, Австралія — на кенгуру, Нова Зеландія — на птаха ківі. До початку Другої світової війни в США та Великій Британії був прийнятий знак з червоною точкою в середині, який міг бути поплутаний зі знаком їхньої противниці Японії, тому на азіатсько-тихоокеанському фронті червона точка була прибрана з їхніх знаків. На російських імперських літаках періоду Першої світової війни також стали зображати рондель, подібний до ронделів Антанти.

## У популярній культурі

Логотип The Who та руху модів

- Рондель Королівських ВПС часто використовувався в поп-арті 60-х, зокрема, у картинах Джаспера Джонса.
- Цей же рондель використав знаменитий рок-гурт The Who ще на самому початку своєї кар'єри і продовжує використовувати досі.
- Цей самий рондель став символом руху модів.

## Торгові марки та логотипи

Лондонська підземка
Демократична партія США
BMW
Футбольний клуб «Наполі»
позначення швидкісної дороги Don Valley Parkway[en]
Логотип Target Corporation
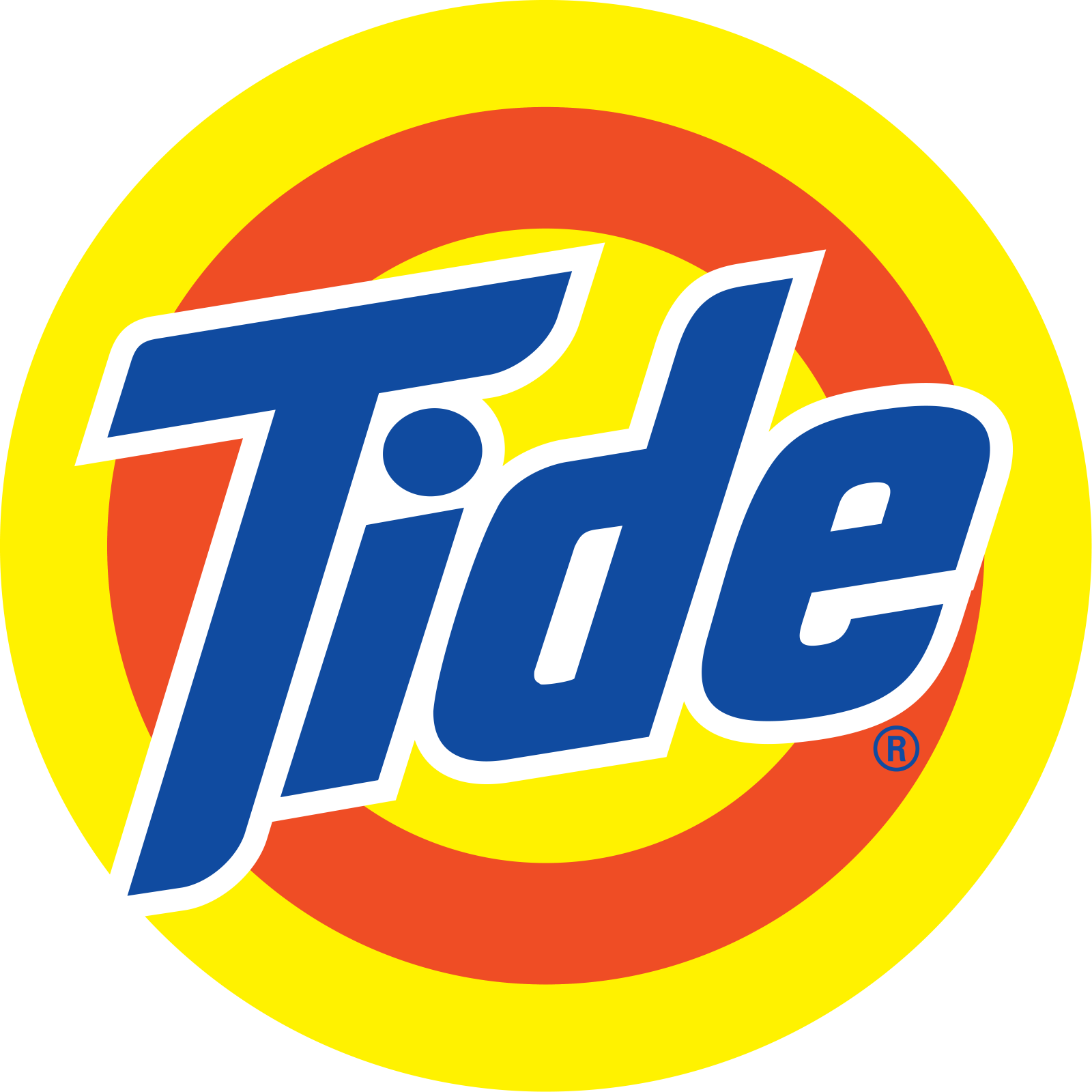
Лого бренду Tide[en]